# Autoblog.com
Autoblog.com es un sitio web de noticias del automóvil basado en Internet, que es propiedad y está operado por AOL a través de su rama weblogs, Inc. AOL informa de que recibe 2,4 millones de visitantes al mes en el sitio web Autoblog.com.  Los principales medios de comunicación, como U.S. News & World Report y Business Week utilizan la investigación de Autoblog  en sus publicaciones. Autoblog también licencia sus imágenes a medios informativos como CNN Money. A pesar de su nombre, Autoblog.com no es un tradicional blog dirigido por un individuo. Se trata de un medio de comunicación con todo el personal editorial completo y con departamentos de fotografía.

## Divisiones
Hay varias subdivisiones dentro de autoblog.com, incluyendo
- Autoblog.com (división principal) - Cubre los principales temas de automoción.
- AutoblogGreen - Cubre la evolución medioambiental y los vehículos verdes, principalmente los vehículos eléctricos, dentro de la industria del automóvil.[1]
- Autoblog internacional - Aunque Autoblog contó con varias ediciones internacionales, AOL Inc. no fue capaz de encontrar un modelo de negocio sostenible para ellas, al querer centralizar la comercialización de publicidad en solo dos nodos, Reino Unido y Estados Unidos. Esto hizo que, ante la falta de rentabilidad de las páginas, a pesar de su amplio tráfico, la compañía decidiese cerrar todas sus divisiones internacionales (Autoblog Canadá, Autoblog Reino Unido, Autoblog en Español, Autoblog Auf Deutsch, Autoblog En Francaisse y Autoblog Japón. De esta manera, AOL Inc. redujo su diversidad para resultar más interesante a ojos de Verizon Inc. cuando ambas compañías estaban negociando la adquisición por parte de Verizon de AOL Inc. El 1 de mayo se anunció el cierre de las ediciones internacionales de Autoblog[7] lo que ocasionó decenas de despidos y la creación de varias nuevas publicaciones. Antes de su cierre, algunas divisiones internacionales, como Autoblog en Español, promediaban cifras de tráfico de 4,5 millones de páginas vistas, siendo una de las páginas de motor más visitadas en castellano.